# Onthophagus parenthesis
Onthophagus parenthesis é uma espécie de inseto do género Onthophagus, família Scarabaeidae, ordem Coleoptera.
Foi descrita cientificamente por Boucomont em 1913.